# Antoni Ignacy Grebel
Antoni Ignacy Grebel (ur.  przed 8 czerwca 1770 w Krakowie, zm. 11 lipca 1799 tamże) – krakowski księgarz i drukarz.

## Życiorys
Syn Ignacego Grebla. W latach 1788–1790 odbywał praktykę w firmie wrocławskiego księgarza W. G. Korna. Po śmierci ojca (1790) odziedziczył księgarnię i drukarnię, którą do 1792 roku prowadził wspólnie z czeladnikiem Janem Antonim Mayem. Jako samodzielny przedsiębiorca zlikwidował założone przez ojca filie księgarni w Podgórzu, Tarnowie i Lublinie oraz magazyn towarów różnych. Drukował broszury polityczne, poradniki i dzieła literckie w tym przekłady J. Miltona, W latach 1791–1799 opublikował 13 katalogów z wydawnictwami dostępnymi w jego drukarni. W 1795 roku wydał „Kalendarz Polsko–Ruski”.
Żonaty z Teklą Raciborską 1°Wojciechowską(1765–1812).
Zmarł w 1799 roku. Pochowany na cmentarzu przy kościele św. Filipa i Jakuba na Kleparzu. Firmę odziedziczyła żona, która w 1807 roku wyszła za mąż za Józefa Mateckiego.